# Hapaka grāvis
L'Hapaka grāvis (en français : fossé Hapaka) ou  Rātsupe ou  Rātsupīte est un  affluent de la rive gauche du Daugava à Riga et Jurmala  en Lettonie.

## Présentation
Hapaka grāvis est une rivière canalisée à Riga et sa banlieue,elle a été formée à partir d'un bras-mort de la Lielupe entre le lac Babīte jusqu'au Daugava.
Le fossé Hapaka part du réseau de fossés du polder de Babīte (lv), traverse l'autoroute Riga-Jurmala, passe par Piņķi (en) et Babīte.
Il traverse ensuite les prairies de Spilve et se jette dans le Daugava à 4,5 km du golfe de Riga, sur le territoire de Bolderāja.
La longueur totale du fossé Hapaka est de 25 kilomètres, 
La longueur, selon la localisation de la source, est de 15,, 17 ou 25 km.
La superficie du bassin est de 61,9 km² dont 46,1 km² sur le territoire de la ville de Riga.
Le lit dans le cours supérieur du fossé Hapaka est régulé, l'eau s'écoule des forêts et des zones agricoles environnantes. Dans le cours inférieur, le fossé Hapaka présente un lit large et large qui se confond avec le lit du Daugava. Sur la rive gauche , Bolderāja , à droite se trouve l'île Krievu sala.
Afin d'utiliser le cours supérieur du fossé Hapaka pour le drainage, une station de pompage a été construite, qui abaisse le niveau d'eau dans le cours supérieur du fossé Hapaka d'environ 1 mètre.

## Galerie

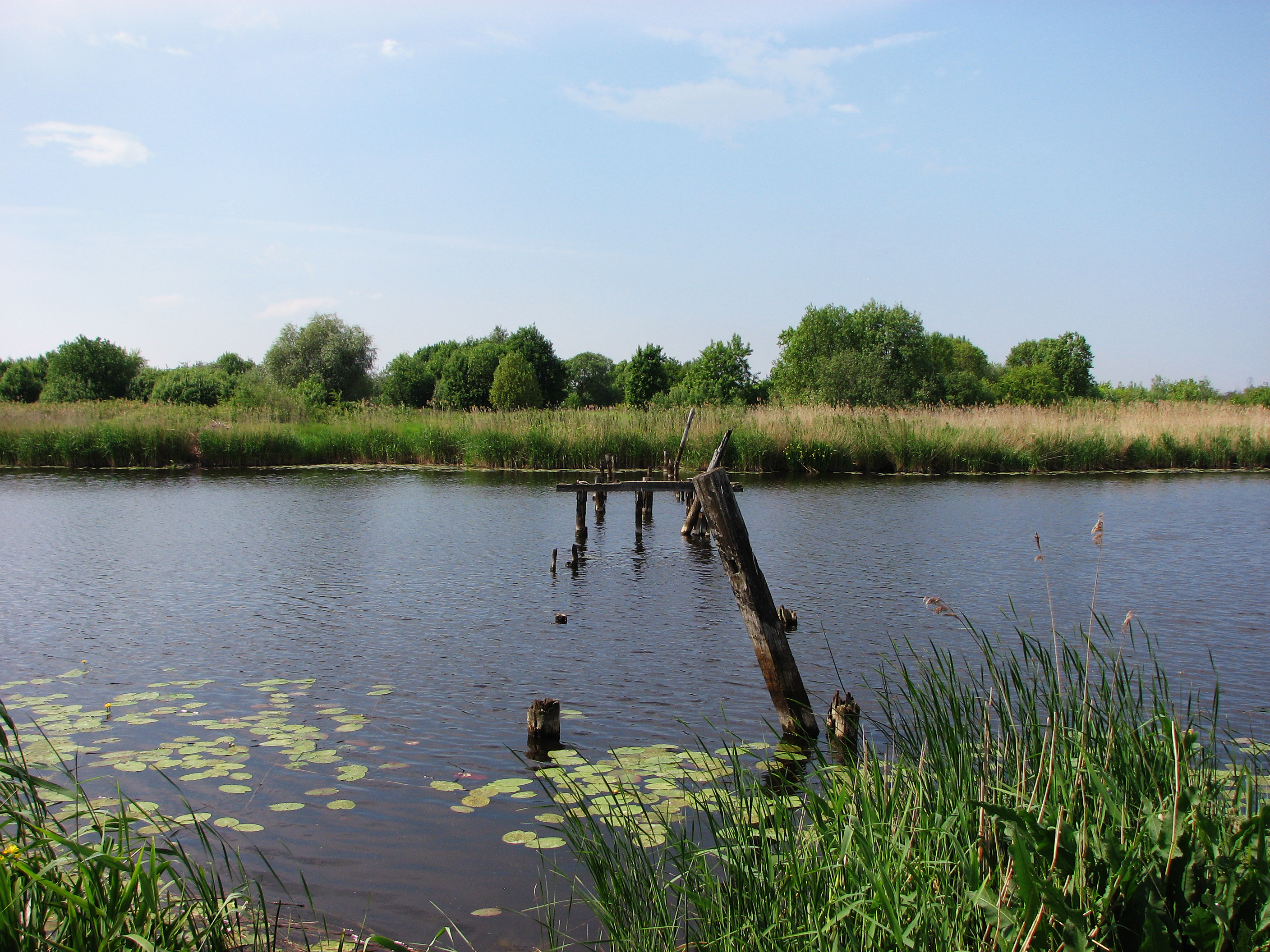
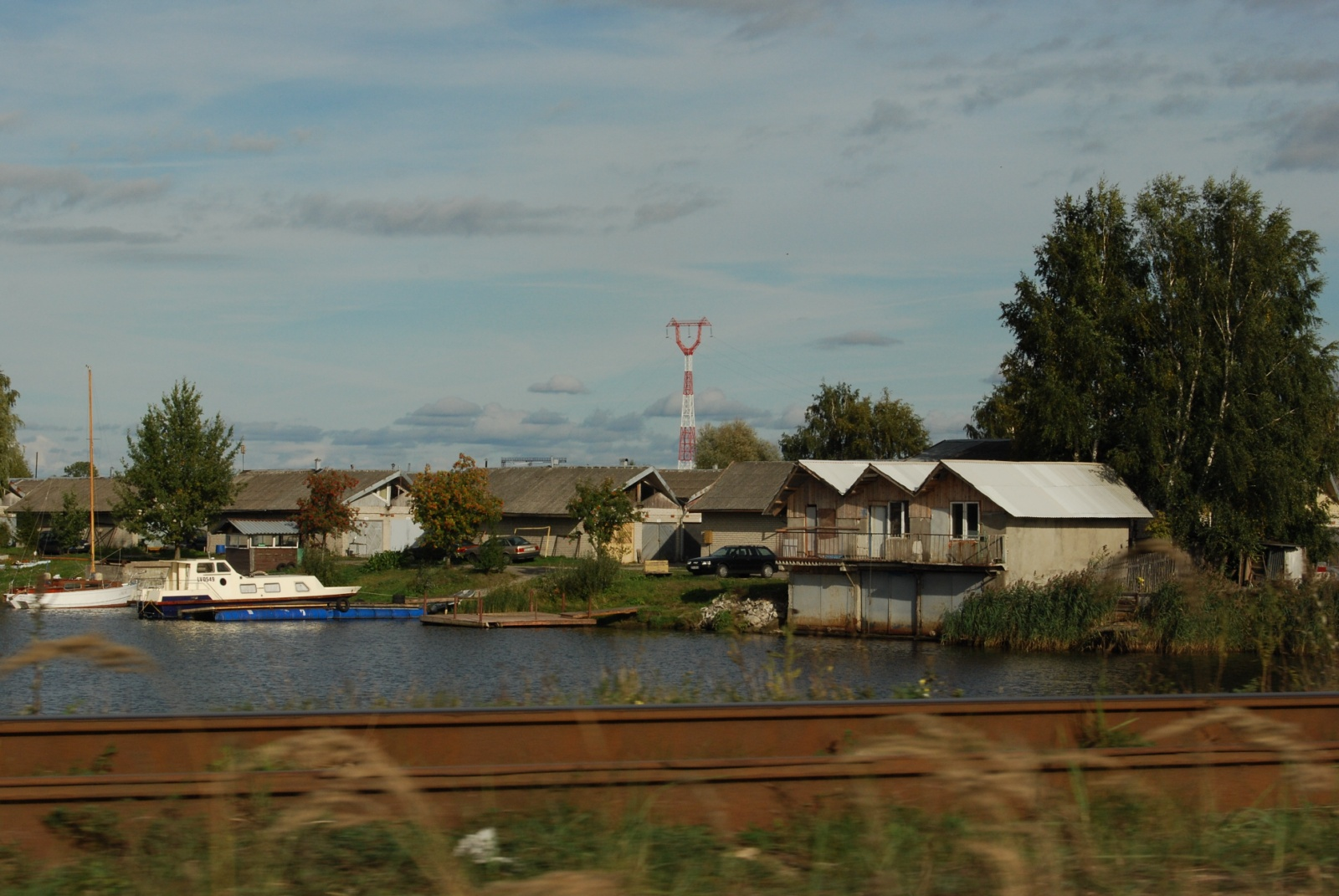
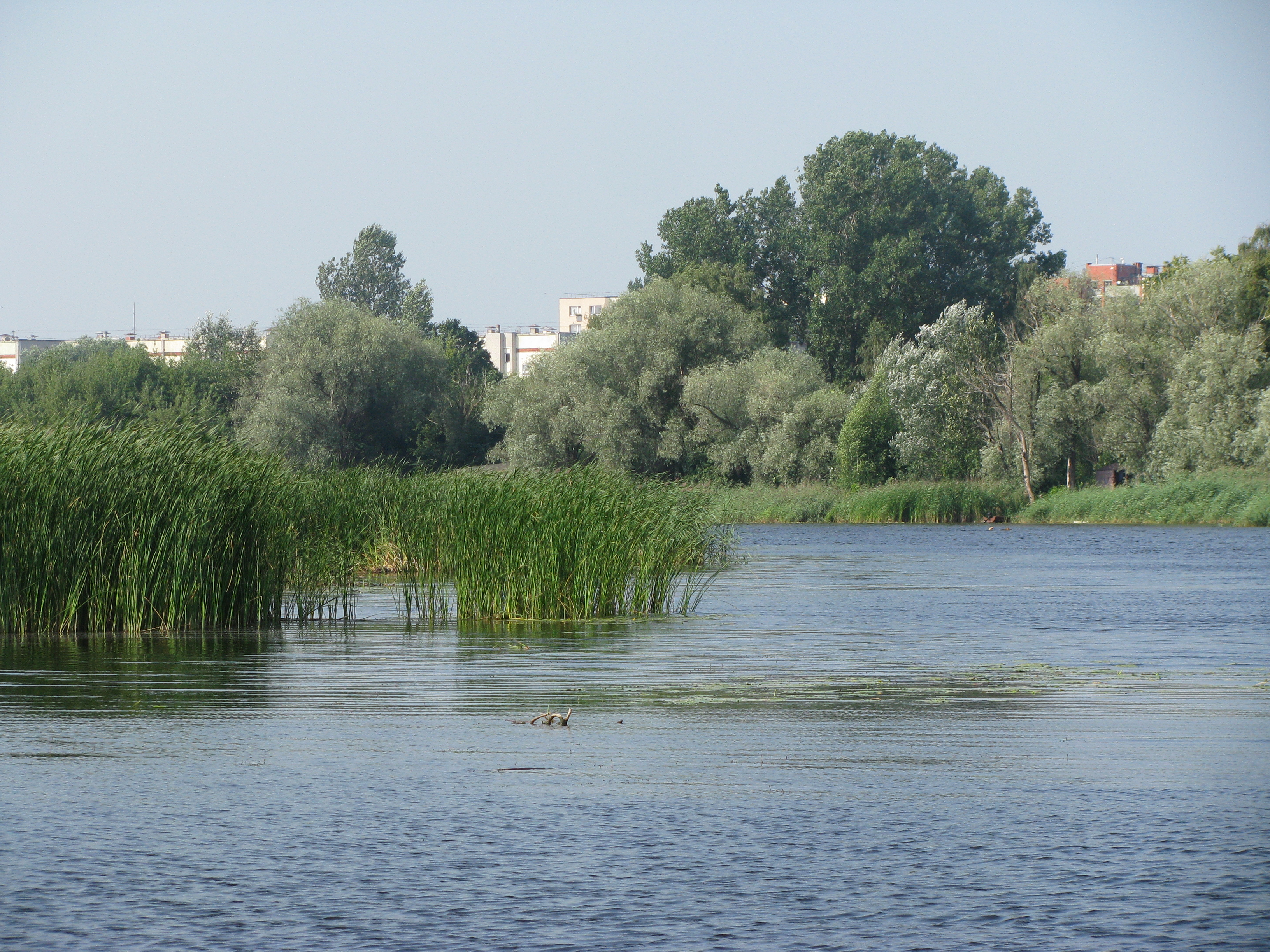